# Tegostoma mossulalis
Tegostoma mossulalis là một loài bướm đêm trong họ Crambidae.